# Tempsa arctata
Tempsa arctata är en insektsart som först beskrevs av Walker 1857.  Tempsa arctata ingår i släktet Tempsa och familjen sköldstritar. Inga underarter finns listade i Catalogue of Life.